# Werner Blanke
Werner Blanke (* 26. Februar 1944 in Den Haag; † 9. Januar 2016 in Berlin) war ein deutscher Basketballschiedsrichter des Deutschen Basketball Bundes und Technischer FIBA-Kommissar.

## Leben
Der in Den Haag geborene Werner Blanke wuchs in Osnabrück und Heidelberg auf. Er absolvierte ein Musikstudium (Hauptfach: Oboe). 1973 zog er nach Berlin. Blanke war als Oboist Mitglied des Ensembles des Berliner Philharmonieorchesters und ging mit weiteren Orchestern auf Konzertreisen.
Als Basketballschiedsrichter leitete das Mitglied des Vereins City Basket Berlin ab dem Alter von 44 Jahren Spiele in der Basketball-Bundesliga. Für den europäischen Basketballverband FIBA war Blanke zudem als Technischer Kommissar tätig. Darüber hinaus engagierte er sich in der Ausbildung und Fortbildung von Basketballschiedsrichtern des Berliner Basketball Verbandes, dabei besonders um die Förderung des Schiedsrichternachwuchses. Zwecks Erheiterung der Zuschauerschaft zog Blanke in einem Spiel im DBB-Pokal zwischen Ulm und Köln einmal die Gelbe Karte.
Werner Blanke starb im Januar 2016 im Alter von 71 Jahren. Die Urnenbeisetzung erfolgte am 3. Februar 2016 auf dem Friedhof Heerstraße in Berlin-Westend.